# Sega Vision
La Sega Vision est un lecteur multimédia portable produit par Sega. D'abord annoncée pour 2008, elle est sortie cependant en 2009. Elle peut lire différents formats : les fichiers audio MP3, les vidéos MP4 et AVI, les images et livres électroniques (e-book). La Sega Vision contient aussi un tuner qui permet de regarder la télévision et d'écouter la radio, un appareil photo numérique et un dictaphone. Cette console était prévue pour pouvoir jouer à des jeux, mais cette fonction a été abandonnée. Sega a prévu de vendre la Sega Vision en ligne, et éventuellement à certains magasins.

## Sources
- (en) Cet article est partiellement ou en totalité issu de l’article de Wikipédia en anglais intitulé « Sega Vision » (voir la liste des auteurs).